# The Time is Now
『the Time is Now』（ザ・タイム・イズ・ナウ）は、2008年11月19日にcontemodeより配信されたcapsuleのデジタルシングルである。

## 背景
本作発売日と同じ日に発売されたアルバム『MORE! MORE! MORE!』に収録されている楽曲のシングルカット。

## 楽曲について
the Time is Now
作詞・作曲・編曲：中田ヤスタカ